# مک‌دانل داگلاس اف-۱۵ئی استرایک ایگل
مک‌دانل داگلاس (بوئینگ کنونی) اف-۱۵ئی استرایک ایگل (به انگلیسی: McDonnell Douglas F-15E Strike Eagle) یک جنگندهٔ تهاجمی چندمنظورهٔ دوسرنشین آمریکایی برای تمامی شرایط آب و هوایی است که از مک‌دانل داگلاس اف-۱۵ ایگل مشتق شده‌است. این جنگنده ساخت کارخانهٔ مک‌دانل داگلاس در کشور ایالات متحده است که در سال ۱۹۸۵ میلادی ساخته شد. نخستین استفاده‌کنندهٔ این هواگرد نیروی هوایی ایالات متحده است. این هواگرد برای نخستین بار در ۱۱ دسامبر ۱۹۸۶ میلادی مورد استفاده قرار گرفت. استرایک ایگل در دههٔ ۱۹۸۰ برای بازدارندگی هوایی دوربرد با سرعت بالا و بدون اتکا به هواگردهای جنگ الکترونیک یا اسکورت طراحی شد.
اف-۱۵ئی برای عملیات نظامی در عراق، افغانستان، سوریه و لیبی و غیره مستقر شده‌است. در طول این عملیات‌ها، این جنگندهٔ ضربتی حملات هوایی عمیقی را علیه اهداف با ارزش و گشت‌های هوایی رزمی انجام داده و از نیروها پشتیبانی هوایی نزدیک کرده‌است. همچنین به چندین کشور صادر شده‌است.

## پیشینهٔ عملیاتی
اف-۱۵ئی نخستین بار در سال ۱۹۸۸ به واحدهای عملیاتی نیروی هوایی ایالات متحده تحویل داده شد. این جنگنده در ۳۰ سپتامبر ۱۹۸۹ در پایگاه نیروی هوایی سیمور جانسون در کارولینای شمالی در اسکادران جنگندهٔ تاکتیکی ۳۳۶ به توانایی عملیاتی اولیه رسید.
هواپیمای مک‌دانل داگلاس F-15 ایگل توسط نیروی هوایی ایالات متحده برای جایگزینی ناوگان F-4 فانتوم II که آن نیز ساخت مک‌دانل داگلاس بود، معرفی شد. برخلاف F-4، F-15 با هدف برتری هوایی طراحی شده بود و تقریباً هیچ توجهی به نقش تهاجم زمینی در طراحی آن نشده بود؛ دفتر پروژه ویژه F-15 با ایده استفاده از این هواپیما برای مأموریت‌های ممانعت (interdiction) مخالفت می‌کرد، که این مخالفت به شکل‌گیری عبارت معروف "نه حتی یک پوند برای هوا به زمین" انجامید. در دوران خدمت، F-15 به عنوان یک جنگنده موفق ظاهر شده و تا سال ۲۰۰۷ بیش از ۱۰۰ پیروزی در نبردهای هوایی کسب کرده بدون آن‌که حتی یک بار در نبرد هوا به هوا سرنگون شود.
با وجود نبود علاقه رسمی، شرکت مک‌دانل داگلاس از ابتدا به‌طور پنهانی یک توانایی ثانویه ابتدایی برای حملات زمینی در طراحی F-15 گنجانده بود و بر روی جنگنده‌ای با قابلیت ممانعت که بر پایه F-15 ساخته می‌شد، کار می‌کرد. این شرکت هواپیمای جدید را به‌عنوان جایگزینی برای جنگنده جنرال داینامیکس F-111 و باقی‌مانده F-4ها، و همچنین به‌منظور تقویت ناوگان موجود F-15 در نظر گرفته بود. در سال ۱۹۷۸، نیروی هوایی ایالات متحده مطالعه‌ای با عنوان «نیازمندی‌های تاکتیکی در تمام شرایط آب‌و‌هوایی» را آغاز کرد که در آن به بررسی پیشنهاد مک‌دانل داگلاس و گزینه‌های دیگری مانند خرید بیشتر F-111F‌ها پرداخته شد. این مطالعه، F-15E را به‌عنوان پلتفرم تهاجمی آینده نیروی هوایی پیشنهاد کرد. در سال ۱۹۷۹، مک‌دانل داگلاس و شرکت هیوز همکاری نزدیکی را برای توسعه قابلیت‌های هوا به زمین F-15E آغاز کردند.
برای کمک به توسعهٔ F-15E، شرکت مک‌دانل داگلاس دومین نمونهٔ اولیهٔ TF-15A با شماره سریال نیروی هوایی 71-0291 را به‌عنوان یک هواپیمای نمایشی اصلاح کرد. این هواپیما که با عنوان «نمایشگر قابلیت جنگنده پیشرفته» شناخته می‌شد، نخستین پرواز خود را در ۸ ژوئیه ۱۹۸۰ انجام داد. پیش‌تر از این هواپیما برای آزمایش مخازن سوخت هم‌جوار (CFTs) استفاده شده بود که در ابتدا برای F-15 با عنوان «FAST Pack» طراحی شده بودند؛ واژهٔ FAST مخفف «سوخت و حسگر، تاکتیکی» است. پس از آن، این نمونه به یک غلاف هدف‌گیری لیزری Pave Tack مجهز شد تا امکان رهاسازی مستقل بمب‌های هدایت‌شونده را فراهم کند. این هواپیمای نمایشی در نمایشگاه هوایی فارنبرو ۱۹۸۰ به نمایش گذاشته شد.

### جنگنده تاکتیکی ارتقاءیافته
در مارس ۱۹۸۱، نیروی هوایی ایالات متحده (USAF) برنامه‌ای به نام «جنگنده تاکتیکی پیشرفته» (Enhanced Tactical Fighter) را برای جایگزینی جنگنده F-111 اعلام کرد. این برنامه بعدها به رقابت «جنگنده دومنظوره» (Dual-Role Fighter یا DRF) تغییر نام داد. این طرح بر پایه مفهومی بود که در آن هواپیمایی طراحی می‌شد که قادر به انجام مأموریت‌های نفوذ عمیق هوایی بدون نیاز به پشتیبانی اضافی از سوی اسکورت جنگنده یا عملیات اختلال الکترونیکی باشد. شرکت جنرال داینامیکس هواپیمای F-16XL را پیشنهاد داد، در حالی که شرکت مک‌دانل داگلاس جنگنده F-15E را معرفی کرد. هواپیمای پاناویا تورنادو نیز یکی از گزینه‌ها بود، اما به دلیل نداشتن قابلیت قابل قبول در نبرد هوایی و همچنین غیرآمریکایی بودن آن، به طور جدی مورد بررسی قرار نگرفت.
تیم ارزیابی DRF، تحت هدایت سرتیپ «رونالد دبلیو. یِیتس»، از سال ۱۹۸۱ تا ۳۰ آوریل ۱۹۸۳ فعالیت داشت. در این مدت، جنگنده F-15E بیش از ۲۰۰ پرواز انجام داد، وزن برخاست بیش از ۷۵,۰۰۰ پوند (۳۴ تن) را به نمایش گذاشت و ۱۶ پیکربندی مختلف برای حمل تسلیحات را با موفقیت آزمایش کرد. شرکت مک‌دانل داگلاس برای کمک به جنگنده شماره 71-0291 در روند ارزیابی، هواپیماهای دیگری از نوع F-15 با شماره‌های 78-0468، 80-0055 و 81-0063 را نیز وارد برنامه کرد. جنگنده تک‌موتوره F-16XL نیز طراحی نوآورانه‌ای داشت و با بهره‌گیری از بال‌های دلتا با لبه‌شکسته (cranked-delta wing) عملکرد چشمگیری از خود نشان داد. در صورت انتخاب، نسخه تک‌نفره آن با نام F-16E و نسخه دونفره با نام F-16F شناخته می‌شدند. در تاریخ ۲۴ فوریه ۱۹۸۴، نیروی هوایی ایالات متحده F-15E را انتخاب کرد. عوامل کلیدی در این تصمیم شامل هزینه توسعه کمتر F-15E در مقایسه با F-16XL (۲۷۰ میلیون دلار در برابر ۴۷۰ میلیون دلار)، باور به قابلیت رشد و توسعه بیشتر F-15E در آینده، و همچنین داشتن دو موتور به عنوان یک مزیت اطمینان‌بخش بود. در ابتدا انتظار می‌رفت نیروی هوایی ۴۰۰ فروند از این هواپیما را سفارش دهد، اما این تعداد بعداً به ۳۹۲ فروند کاهش یافت.
ساخت سه فروند نخست از جنگنده‌های F-15E در ژوئیه ۱۹۸۵ آغاز شد. اولین نمونه از این هواپیماها با شماره 86-0183، نخستین پرواز خود را در تاریخ ۱۱ دسامبر ۱۹۸۶ انجام داد. این پرواز به خلبانی «گری جنینگز» انجام شد و طی آن هواپیما به سرعت حداکثر ۰.۹ ماخ و ارتفاع ۴۰,۰۰۰ فوت (۱۲,۰۰۰ متر) دست یافت. مدت زمان پرواز ۷۵ دقیقه بود. این هواپیما به مجموعه کامل اویونیک (الکترونیک پروازی) F-15E و بدنه جلویی بازطراحی‌شده مجهز بود، اما هنوز بدنه پشتی و محفظه موتور مشترک (با سایر مدل‌ها) را نداشت. این ویژگی‌ها در هواپیمای شماره 86-0184 به کار گرفته شده بودند، در حالی که نمونه 86-0185 تمامی تغییرات اعمال‌شده در F-15E نسبت به F-15 را شامل می‌شد. در تاریخ ۳۱ مارس ۱۹۸۷، نخستین فروند کامل‌شده و رسمی از جنگنده F-15E اولین پرواز خود را انجام داد.
اولین فروند تولیدی جنگنده F-15E در آوریل ۱۹۸۸ به «بال آموزش تاکتیکی ۴۰۵» در پایگاه هوایی لوک، ایالت آریزونا، تحویل داده شد. تولید این جنگنده تا دهه ۲۰۰۰ ادامه یافت و تا سال ۲۰۰۱، در مجموع ۲۳۶ فروند برای نیروی هوایی ایالات متحده ساخته شد.

### برنامه ارتقاء وجایگزینی
جنگنده F-15E پس از سال ۲۰۰۷ با رادار آرایه فازی فعال (AESA) مدل Raytheon AN/APG-82(V)1 ارتقاء یافت و اولین نمونه آزمایشی این رادار در سال ۲۰۱۰ به شرکت بوئینگ تحویل داده شد. این رادار پردازنده‌ای مشابه پردازنده رادار APG-79 که روی جنگنده F/A-18E/F سوپر هورنت به کار رفته بود، دارد و از آنتن رادار APG-63(V)3 AESA که روی F-15C نصب می‌شود، بهره می‌برد؛ این رادار ابتدا با نام APG-63(V)4 شناخته می‌شد تا اینکه در سال ۲۰۰۹ نام آن به APG-82 تغییر یافت. این رادار جدید بخشی از برنامه مدرن‌سازی رادار F-15E است که شامل پوشش راداری پهن‌باند (wideband radome) می‌شود و امکان عملکرد روی فرکانس‌های بیشتر راداری را فراهم می‌کند. همچنین این برنامه شامل بهبودهای سیستم کنترل محیط و جنگ الکترونیک نیز می‌باشد. در سال ۲۰۱۵، شرکت‌های بوئینگ و BAE Systems قراردادهایی برای ارتقاء کامل سیستم جنگ الکترونیک تمامی جنگنده‌های F-15 نیروی هوایی آمریکا، از جمله F-15E، با سیستم AN/ALQ-250 Eagle Passive/Active Warning Survivability System (EPAWSS) دریافت کردند. اولین جنگنده F-15E مجهز به سیستم EPAWSS در سال ۲۰۲۲ تحویل داده شد.
دارای سازه‌ای محکم‌تر با عمر خدماتی ۸۰۰۰ ساعت یا تا ۱۶۰۰۰ ساعت با برنامه‌های مناسب تعمیر و نگهداری در مراکز تخصصی، که دو برابر طول عمر نسخه‌های قبلی است، انتظار می‌رود جنگنده F-15E پس از سال ۲۰۲۵ نیز در خدمت باقی بماند. تا دسامبر ۲۰۱۲، میانگین عمر ناوگان F-15E نیروی هوایی ایالات متحده ۲۱ سال و میانگین زمان پروازی سازه آن‌ها ۶۰۰۰ ساعت بود. در سال ۲۰۱۲ گزارش شد که نیروی هوایی آمریکا در حال بررسی گزینه‌های آینده است، اما در آن زمان برنامه‌ای برای جایگزینی F-15E وجود نداشت.
طراحی F-15E در بازار صادرات نیز موفقیت‌هایی کسب کرد و شرکت بوئینگ به توسعه به‌روزرسانی‌های بیشتری برای مشتریان بین‌المللی ادامه داد. به‌روزرسانی‌های بنیادین‌تر در طراحی این جنگنده منجر به خانواده F-15 Advanced Eagle شد که با مدل F-15SA (Saudi Advanced) برای نیروی هوایی سلطنتی عربستان سعودی آغاز گردید و نخستین پرواز آن در سال ۲۰۱۳ انجام شد. این نسخه سیستم الکترونیکی-مکانیکی قدیمی را با سامانه کنترل دیجیتال پرواز (fly-by-wire) جایگزین کرد که امکان افزودن دو سکو (pylon) اضافی روی بال‌ها و همچنین ساختار بال بازطراحی‌شده برای افزایش طول عمر خدمت را فراهم ساخت.  نسخه‌های توسعه‌یافته‌تر Advanced Eagle شامل F-15QA (Qatari Advanced) برای نیروی هوایی قطر و F-15EX Eagle II برای نیروی هوایی آمریکا هستند. در سال مالی ۲۰۲۰، نیروی هوایی ایالات متحده شروع به خرید F-15EX کرد تا ناوگان قدیمی F-15C/D را جایگزین کند و نقش مکملی برای جنگنده F-22 رپتور در حفظ برتری هوایی ایفا کند. استفاده از خط تولید صادراتی موجود باعث شد تا این جنگنده‌ها با سرعت و هزینه کمتری وارد خدمت شوند؛ همچنین F-15EX گزینه‌ای برای جایگزینی F-15E در آینده محسوب می‌شود.  گزینه دیگر جایگزینی، جنگنده نسل پنجمی F-35 لایتنینگ II است که قرار است جایگزین برخی هواپیماها مانند F-16 فالکون شود؛ بررسی‌هایی نیز روی نسخه دو نفره F-35E انجام شده است. اضافه کردن صندلی دوم به F-35 پیچیده و پرهزینه است، به‌خصوص برای حفظ ویژگی پنهانکاری (استلس) آن؛ همچنین افزایش برد پرواز و بار مهمات نیز چالش‌برانگیز خواهد بود. به طور جایگزین، این نقش می‌تواند توسط ترکیبی از جنگنده‌ها و بمب‌افکن‌ها مانند B-21 ریدر پوشش داده شود. همچنین احتمال دارد که F-15E با طراحی کاملاً جدیدی از هواپیمای نسل ششم جایگزین شود.

### (ALASA( Airborne Launch Assist Space Access پرتاپ هوایی موشک
در تاریخ ۲۴ مارس ۲۰۱۴، شرکت بوئینگ قراردادی به ارزش ۳۰.۶ میلیون دلار از سازمان DARPA به عنوان بخشی از برنامه Airborne Launch Assist Space Access (ALASA) دریافت کرد. هدف این برنامه کاهش ۶۶ درصدی هزینه پرتاب میکروماهواره‌ها به مدار از طریق پیشرفت در سیستم‌های پرتاب بود. طبق این قرارداد ۱۱ ماهه، بوئینگ قرار بود دوازده موشک پرتاب به طول ۲۴ فوت (۷.۳ متر) بسازد که هر کدام قادر به حمل محموله‌ای تا ۱۰۰ پوند (۴۵ کیلوگرم) بودند. وسیله پرتاب ALASA قرار بود زیر جنگنده F-15E نصب شود، که این جنگنده به ارتفاع ۴۰,۰۰۰ فوت صعود کرده و سپس موشک آزاد شده و با روشن کردن چهار موتور خود به مدار پایین زمین می‌رسد. انتخاب بوئینگ و استفاده از F-15E به عنوان وسیله حمل، به دلیل خواسته DARPA بود که هواپیمایی انتخاب شود که نیازی به اصلاحات اساسی برای حمل و پرتاب محموله ALASA نداشته باشد. پیش از این، قراردادهای طراحی به لاکهید مارتین برای استفاده از F-22 رپتور و شرکت ویرجین گالاکتیک برای استفاده از هواپیمای SpaceShip Two داده شده بود. در نهایت این پروژه در اواخر سال ۲۰۱۵ متوقف شد.

## طراحی ها

### مرور کلی
ماموریت تهاجمی عمقی (Deep-Strike) جنگنده F-15E تغییر اساسی نسبت به هدف اولیه طراحی F-15 محسوب می‌شود، چرا که F-15 در ابتدا به عنوان یک جنگنده برتری هوایی طراحی شده بود، با شعار معروف "نه یک پوند برای حمله به زمین" (Not a pound for air-to-ground). با این حال، سازه پایه‌ای F-15 به اندازه‌ای انعطاف‌پذیر بود که امکان تولید یک جنگنده تهاجمی بسیار توانمند از آن فراهم شد. F-15E با وجود آنکه برای حملات زمینی طراحی شده، همچنان قدرت کشندگی و توانایی نبرد هوایی نسخه اصلی F-15 را حفظ کرده است و می‌تواند از خود در برابر هواگردهای دشمن دفاع کند.
نمونه اولیه جنگنده F-15E بر پایه مدل دومنظوره و دومکانیکی F-15B ساخته شد. با وجود حفظ شکل آیرودینامیکی مشابه نسخه پایه، این نمونه شامل تغییرات ساختاری عمده و موتورهای قدرتمندتری بود. بخش عقب بدنه (aft fuselage) برای جای دادن موتورهای نیرومندتر بازطراحی شد و از ساختارهای پیشرفته‌ای در محفظه موتورها و درهای آن‌ها بهره گرفت که در آن از فناوری‌های شکل‌دهی فوق‌پلاستیک (Superplastic Forming) و اتصال نفوذی (Diffusion Bonding) استفاده شده بود. صندلی عقب مخصوص افسر سامانه‌های تسلیحاتی (WSO یا به تلفظ رایج «ویزو» / wizzo) طراحی شده است. این افسر با استفاده از چندین نمایشگر، سامانه‌های آویونیک مربوط به مأموریت‌های زمین‌محور را کنترل می‌کند. این نمایشگرها شامل تصاویر رادار، سامانه جنگ الکترونیک، دوربین‌های حرارتی، وضعیت هواپیما و تسلیحات، تهدیدات احتمالی، هدف‌گیری و نقشه دیجیتال متحرک برای ناوبری هستند. WSO با دو کنترل دستی می‌تواند بین نمایشگرها جابجا شود و اطلاعات هدف‌گیری را دقیق‌تر تنظیم کند. کاربر می‌تواند با استفاده از منوی گزینه‌ها، نمایش‌ها را از یک صفحه به صفحه دیگر منتقل کند. بر خلاف جنگنده‌های دومکانیکی پیشین مانند F-14 تامکت یا نسخه‌های دریایی F-4 که صندلی عقب آن‌ها فاقد کنترل‌های پروازی بود، در F-15E صندلی عقب نیز به اهرم هدایت (استیک) و تراتل مجهز است. این امکان به WSO اجازه می‌دهد تا در شرایط ضروری کنترل پرواز را به دست بگیرد، اگرچه دید او نسبت به خلبان جلو محدودتر است.
برای افزایش برد پروازی، جنگنده F-15E به دو مخزن سوخت تطبیقی (Conformal Fuel Tanks – CFTs) مجهز شده است که به طور نزدیک به بدنه نصب می‌شوند و برخلاف مخازن سوخت آویزان زیر بال یا بدنه، مقاومت هوایی (درَگ) کمتری ایجاد می‌کنند. هر یک از این مخازن، ۷۵۰ گالون آمریکایی (۲,۸۰۰ لیتر) سوخت حمل می‌کند و دارای شش جایگاه تسلیحاتی (hardpoints) هستند که در دو ردیف سه‌تایی و به صورت پشت‌سرهم روی مخزن قرار گرفته‌اند. بر خلاف مخازن سوخت جداشدنی معمول، CFTها قابلیت جدا شدن در طول پرواز را ندارند. بنابراین، افزایش برد حاصل از این مخازن، با افزایش وزن و اندکی افزایش مقاومت هوا در مقایسه با پیکربندی بدون مخزن (clean configuration)، مبادله می‌شود.

### تجهیزات اویونیک
سامانه جنگ الکترونیک تاکتیکی (TEWS – Tactical Electronic Warfare System) در جنگنده F-15E، تمامی تجهیزات مقابله‌ای هواپیما را به صورت یکپارچه مدیریت می‌کند. این سامانه شامل: گیرنده‌های هشدار راداری (Radar Warning Receivers)،سیستم‌های اخلالگر راداری (Radar Jammers)، سامانه راداری، پرتابگرهای چف و فلر (Chaff/Flare Dispensers).  تمامی این اجزا با TEWS یکپارچه شده‌اند تا دفاع جامعی در برابر شناسایی و رهگیری دشمن فراهم کنند. یکی از اجزای این سامانه، پاد ECM مدل ALQ-131 است که در صورت نیاز، به صورت خارجی روی پایلون زیرین (مرکزی) نصب می‌شود.  همچنین، تجهیز به ترمینال ارتباطی MIDS Fighter Data Link، ساخت شرکت BAE Systems، توانایی‌های ارتباطی و آگاهی موقعیتی خلبان را از طریق لینک داده‌ی Link 16 افزایش می‌دهد. از سال ۲۰۲۲، سامانه TEWS با سامانه دیجیتال جنگ الکترونیک AN/ALQ-250 EPAWSS جایگزین شد. سامانه جدید EPAWSS تمام اجزای TEWS را با نمونه‌های دیجیتال، سبک‌تر و کارآمدتر جایگزین می‌کند و عملکرد قابل توجهی در شناسایی، دفاع و مقابله الکترونیکی ارائه می‌دهد.
رادار APG-70 به خدمه جنگنده F-15E این امکان را می‌دهد تا اهداف زمینی را از فواصل دور شناسایی کنند. یکی از ویژگی‌های بارز این رادار این است که پس از اسکن یک منطقه، خدمه می‌توانند نقشه هوابه‌زمین را فریز (ثابت) کرده و سپس به حالت هوابه‌هوا تغییر وضعیت دهند تا تهدیدات هوایی را نیز شناسایی کنند. در هنگام پرتاب سلاح‌های هوا به سطح، خلبان قادر است همزمان با شناسایی، هدف‌گیری و درگیری با اهداف هوایی، افسر سامانه تسلیحات (WSO) نیز اهداف زمینی را مشخص و قفل کند. این قابلیت، F-15E را به یک جنگنده تهاجمی کاملاً چندمنظوره تبدیل می‌کند.  رادار APG-70 بعدها با رادار پیشرفته‌تر AN/APG-82(V)1 از نوع AESA (آرایه اسکن الکترونیکی فعال) جایگزین شد. آزمایش‌های پروازی این رادار جدید در ژانویه ۲۰۱۰ آغاز شد و در سال ۲۰۱۴ به توان عملیاتی اولیه (IOC) رسید. این رادار نسبت به نسل قبل دارای برد بیشتر، دقت بالاتر، سرعت پردازش سریع‌تر و توانایی مقابله مؤثرتر با تهدیدات پیچیده است.
پاد ناوبری AN/AAQ-13 دارای یک رادار تعقیب عوارض زمین (Terrain-Following Radar) است که به خلبان این امکان را می‌دهد تا با ایمنی کامل، در ارتفاع بسیار پایین پرواز کند. اطلاعات این رادار از طریق نمایشگر سربالا (HUD) به خلبان نمایش داده می‌شود و می‌تواند به خلبان خودکار متصل شود تا امکان پرواز خودکار در ارتفاع پایین بدون نیاز به دخالت دست (hands-off) فراهم گردد.  این پاد همچنین مجهز به یک سامانه فروسرخ پیش‌نگر (FLIR) است که تصویر آن روی HUD نمایش داده می‌شود و معمولاً در عملیات‌های شبانه یا در شرایط دید کم مورد استفاده قرار می‌گیرد. پاد ناوبری در زیر ورودی موتور سمت راست نصب می‌شود.  پاد هدف‌گیری (Targeting Pod) شامل یک طراح لیزری (Laser Designator) و سامانه ردگیری است که می‌تواند هدف دشمن را تا فاصله‌ای در حدود ۱۰ مایل (۱۶ کیلومتر) برای انهدام علامت‌گذاری کند. پس از شروع ردگیری، اطلاعات هدف‌گیری به طور خودکار به موشک‌های هوا به سطح هدایت‌شونده با فروسرخ یا بمب‌های هدایت‌شونده با لیزر منتقل می‌شود.  پاد هدف‌گیری در زیر ورودی موتور سمت چپ نصب می‌شود و بسته به مأموریت یا پیکربندی، می‌تواند یکی از مدل‌های باشد:  AN/AAQ-14 (پاد لانتیرن – LANTIRN)، AN/AAQ-28(V) (پاد لایتنینگ – Litening)، AN/AAQ-33 (پاد اسنایپر – Sniper). این پادها، دقت هدف‌گیری در شرایط سخت را به میزان چشمگیری افزایش می‌دهند و از اجزای کلیدی در توان تهاجمی F-15E محسوب می‌شوند.
از سال ۲۰۰۴، شرکت کره‌ای LIG Nex1 تولید نمایشگر سربالا (HUD) جنگنده F-15 را بر عهده داشته است. تا سال ۲۰۱۱، مجموعاً ۱۵۰ عدد HUD تحویل داده شده است. شرکت LIG Nex1 به‌عنوان پیمانکار فرعی شرکت راک‌ول کالینز (Rockwell Collins) در برنامه‌ی F-15K کره جنوبی مشارکت داشت.   LIG Nex1 همچنین در حال آماده‌سازی برای تولید نمایشگر چندمنظوره (Multi-Function Display) و رایانه کنترل پرواز (Flight Control Computer) جدید برای جنگنده F-15 است. از سوی دیگر، از سال ۲۰۰۴ نیز شرکت Korea Aerospace Industries (KAI) تولید بال‌ها و بخش جلویی بدنه (Forward Fuselage) جنگنده F-15 را آغاز کرده است. در سال ۲۰۰۸، KAI یک خط تولید دیگر نیز برای ساخت قطعات مربوط به مدل F-15SG سنگاپور راه‌اندازی کرد. همچنین، شرکت KAI در طراحی و ساخت مخزن تسلیحات تطبیقی (Conformal Weapons Bay – CWB) برای مدل F-15 Silent Eagle نیز مشارکت دارد. این مخزن، با هدف افزایش ظرفیت تسلیحاتی در حالی که اثرپذیری راداری (RCS) کاهش یابد، توسعه یافته است.

### موتورهای جنگنده
موتورهای به‌کاررفته در نمونه‌های اولیه جنگنده F-15E، همان موتورهای مورد استفاده در نسخه‌های قبلی F-15 هستند: Pratt & Whitney F100-PW-220، که هرکدام ۲۳٬۷۷۰ پوند-نیرو (۱۰۵٫۷ کیلونیوتن) رانش در حالت پس‌سوز (afterburner) تولید می‌کنند.  در دسته‌های تولیدی بعدی، از موتورهای قدرتمندتر F100-PW-229 استفاده شد که هر یک توان تولید ۲۹٬۱۶۰ پوند-نیرو (۱۲۹٫۷ کیلونیوتن) رانش را دارند.  هواپیماهای عربستان سعودی و اسرائیل نیز در ابتدا به همین موتور F100-PW-229 مجهز شده‌اند. این موتور عملکرد بهتری در زمینه رانش، پایداری و کارایی عملیاتی نسبت به مدل‌های قبلی ارائه می‌دهد.
در حالی‌که جنگنده F-15E با موتور General Electric F110-GE-129 نیز مورد آزمایش پروازی قرار گرفته بود—موتوری با رانشی برابر با ۲۹٬۵۰۰ پوند-نیرو (۱۳۱٫۲ کیلونیوتن)—نسخه F-15K کره جنوبی نخستین مدلی بود که این موتور را به طور عملیاتی به خدمت گرفت.  جنگنده‌های F-15K کره جنوبی دارای دو نوع موتور متفاوت هستند: مجهز به موتورهای F110-GE-129 و مجهز به موتورهای F100-PW-229. در سال ۲۰۰۸، عربستان سعودی تصمیم گرفت ناوگان F-15S خود را به موتورهای F110-GE-129 مجهز کند. این تغییر باعث ایجاد هماهنگی و یکپارچگی با ناوگان F-15SA این کشور شد که از همان موتور استفاده می‌کرد.  نیروی هوایی سنگاپور نیز ناوگان F-15SG خود را به موتورهای F110-GE-129 تجهیز کرده است. این انتخاب موتور، کارایی بالا، رانش بیشتر، و پشتیبانی فنی هماهنگ‌تری را برای کاربران بین‌المللی فراهم می‌سازد.

## تاریخچه عملیاتی

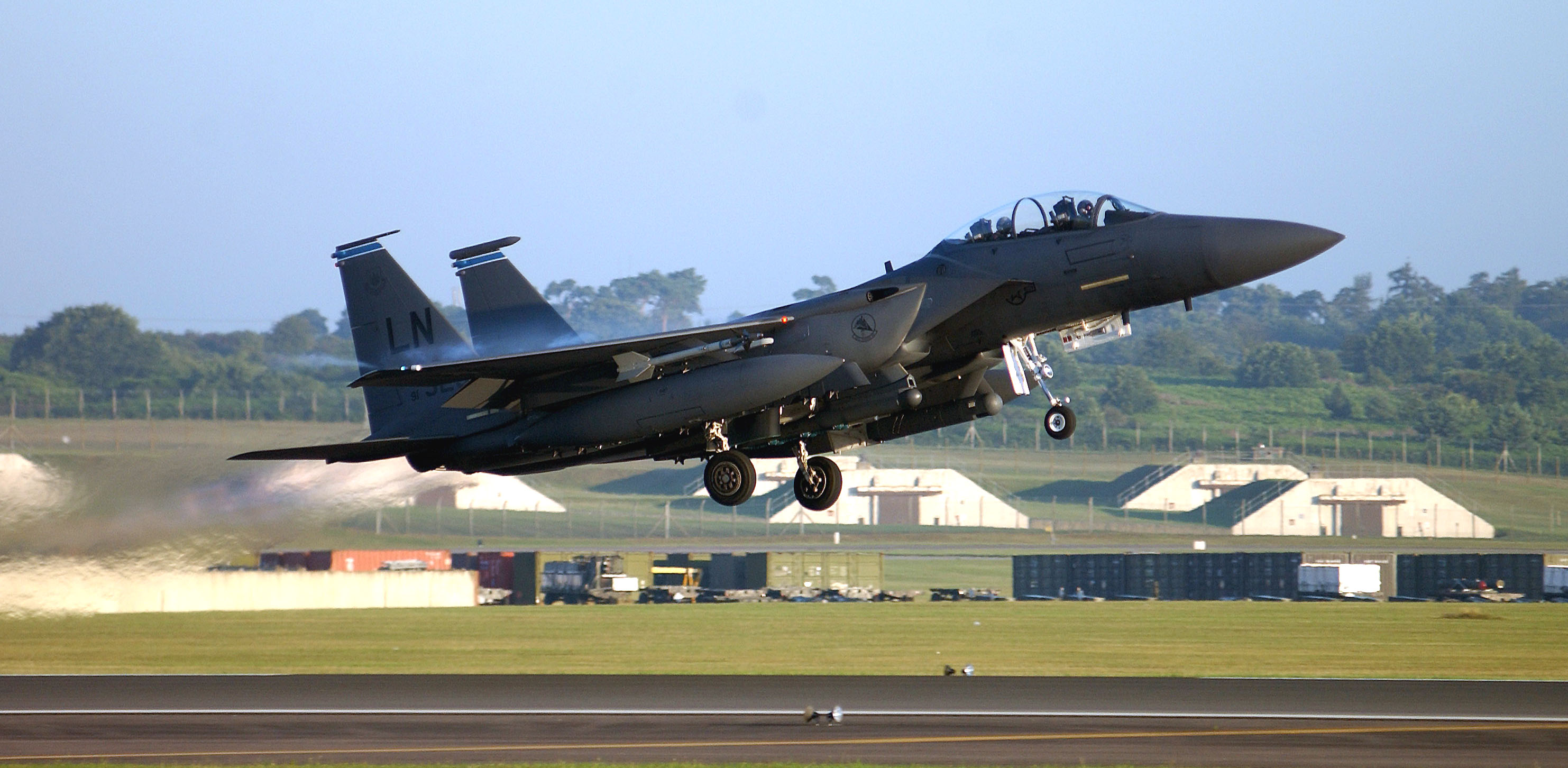
اسکادران جنگنده ۴۹۴ ام اف-۱۵ای استرایک در حال بلند شدن از روی زمین

### اسرائیل
جنگنده F-15I توسط گردان ۶۹ نیروی هوایی ارتش دفاعی اسرائیل (IDF/AF) به کار گرفته می‌شود و جایگزین جنگنده قدیمی‌تر F-4 فانتوم II شده است.این هواپیما به دلیل برد بلند، ظرفیت بالای حمل مهمات، و سامانه‌های پیشرفته، نقشی مشابه بمب‌افکن‌های راهبردی ایفا می‌کند. F-15I در مأموریت‌های تهاجمی عمقی، حملات دقیق هوابه‌زمین، و عملیات‌های راهبردی در عمق خاک دشمن به کار گرفته می‌شود و یکی از ستون‌های قدرت تهاجمی نیروی هوایی اسرائیل به‌شمار می‌رود.
پس از جنگ خلیج فارس در سال ۱۹۹۱، که در جریان آن شهرهای اسرائیل هدف موشک‌های اسکاد (SCUD) عراق قرار گرفتند، دولت اسرائیل به این نتیجه رسید که به یک جنگنده تهاجمی با برد بلند نیاز دارد. در نتیجه، یک درخواست اطلاعات (RFI) برای خرید چنین هواپیمایی صادر شد.  در پاسخ به این درخواست شرکت لاکهید مارتین نسخه‌ای از جنگنده F-16 Fighting Falcon را پیشنهاد داد و شرکت مک‌دانل داگلاس دو گزینه را ارائه کرد: F/A-18 Hornet و F-15E. در ۲۷ ژانویه ۱۹۹۴، دولت اسرائیل اعلام کرد که قصد دارد ۲۱ فروند F-15E تغییر یافته خریداری کند؛ این نسخه با عنوان F-15I شناخته شد.  در ۱۲ مه ۱۹۹۴، دولت آمریکا با فروش تا سقف ۲۵ فروند F-15I به اسرائیل موافقت کرد. سپس در نوامبر ۱۹۹۵، اسرائیل سفارش چهار فروند اضافی نیز ثبت کرد. در مجموع، ۲۵ فروند F-15I در فاصله سال‌های ۱۹۹۶ تا ۱۹۹۸ ساخته شدند. برخی از موشک‌های هوا به هوایی که این جنگنده می‌تواند حمل کند عبارت‌اند از: AIM-9L، رافائل پایتون ۴ و پایتون ۵ (با هدایت مادون قرمز)، AIM-7 Sparrow و AIM-120 AMRAAM (با هدایت راداری). در سال ۱۹۹۹، اسرائیل اعلام کرد که قصد دارد جنگنده‌های بیشتری خریداری کند و یکی از گزینه‌های مورد بررسی، F-15I بود. اما در نهایت، قرارداد به F-16I اختصاص یافت.

### عربستان سعودی
در نوامبر ۲۰۰۹، جنگنده‌های F-15 نیروی هوایی سلطنتی عربستان سعودی (RSAF) به همراه جنگنده‌های تورنادو این کشور، در جریان درگیری با شورشیان حوثی در شمال یمن، اقدام به اجرای حملات هوایی کردند. این عملیات، اولین اقدام نظامی RSAF بر فراز سرزمین دشمن از زمان عملیات طوفان صحرا (Desert Storm) در سال ۱۹۹۱ بود. در اکتبر ۲۰۱۰، عربستان سعودی درخواست خرید ۸۴ فروند جنگنده F-15SA (Saudi Advanced) را مطرح کرد؛ همچنین خواستار ارتقاء ناوگان موجود F-15S به استاندارد SA و تهیه تجهیزات و تسلیحات مربوطه از طریق برنامه فروش نظامی خارجی (FMS) شد. در ۲۹ دسامبر ۲۰۱۱، ایالات متحده قراردادی به ارزش ۲۹.۴ میلیارد دلار برای فروش ۸۴ فروند F-15SA و ارتقاء F-15Sهای موجود امضا کرد. در ژوئن ۲۰۱۲، قراردادی در قالب FMS برای تأمین ۶۸ کیت تبدیل F-15S به F-15SA با شرکت بوئینگ امضا شد. هواپیماهای ارتقاءیافته تحت عنوان F-15SR شناخته می‌شوند. در ۲۰ فوریه ۲۰۱۳، اولین پرواز نمونه جدید F-15SA با موفقیت انجام شد.
در تاریخ ۲۶ مارس ۲۰۱۵، جنگنده‌های F-15S عربستان سعودی به همراه سایر تجهیزات نظامی ائتلاف عربی، عملیات هوایی علیه اهدافی در یمن را به عنوان بخشی از مداخله عربستان سعودی در یمن با نام عملیات طوفان قاطع (Operation Decisive Storm) آغاز کردند. هدف این عملیات مقابله با نیروهای مشترکی بود که شامل شبه‌نظامیان حوثی و نیروهای ارتش یمن می‌شدند. حملات اولیه با آتش ضدهوایی کم‌اثر مواجه شد که به‌طور عمده آسیب‌های غیرمستقیم ناشی از سقوط گلوله‌ها بر زمین به دنبال داشت. اهداف اولیه این حملات شامل: سایت‌های پدافند هوایی، ستادهای فرماندهی ارتش، فرودگاه‌های نظامی، انبارهای موشک‌های بالستیک، و سکوهای پرتاب بودند. در جریان این عملیات، یک فروند جنگنده F-15S عربستان پس از مدتی پرواز در منطقه خلیج عدن سقوط کرد. هر دو خلبان با موفقیت اجکت کرده و توسط بالگرد نجات HH-60G نیروی هوایی آمریکا از دریا نجات داده شدند. گزارش ائتلاف عربی تأکید داشت که آتش دشمن در این حادثه نقش نداشته است، اما منابع حوثی و ایرانی ادعا کردند که هواپیما را سرنگون کرده‌اند. در ۸ ژانویه ۲۰۱۸، گزارش شد که یک فروند F-15S نیروی هوایی سلطنتی عربستان (RSAF) توسط یک موشک سطح‌به‌هوای حوثی هدف قرار گرفته و سرنگون شده است. ویدئویی که توسط حوثی‌ها منتشر شد، نشان می‌دهد که هواپیما اقدام به افزایش سرعت و پرتاب فلرهای فریب‌دهنده می‌کند اما در نهایت با یک پرتابه برخورد کرده و به‌شدت آسیب می‌بیند. در ۹ ژانویه ۲۰۱۸، رسانه‌های حوثی (المسیره) اعلام کردند که هواپیما آسیب دیده ولی سقوط نکرده است.
در تاریخ ۲۱ مارس ۲۰۱۸، شبه‌نظامیان حوثی ویدئویی منتشر کردند که به‌طور ادعایی نشان می‌داد یک جنگنده F-15 نیروی هوایی سلطنتی عربستان (RSAF) در استان صعده توسط یک موشک هوا به هوا R-27 که برای استفاده به‌صورت سطح‌به‌هوا تغییر یافته بود، هدف قرار گرفته است. در این ویدئو ـ مشابه ویدئویی از حمله قبلی در ۸ ژانویه ـ مشخص است که هدف مورد اصابت قرار می‌گیرد، اما قبل از آنکه سقوط کند، ویدئو قطع می‌شود و لحظه نهایی سقوط مشخص نیست.  نیروهای سعودی اصابت موشک را تأیید کردند اما اعلام داشتند که جنگنده به سلامت در یکی از پایگاه‌های عربستان فرود آمده است. به گفته منابع سعودی، موشک سطح‌به‌هوای مورد استفاده از داخل فرودگاه صعده شلیک شده بود.

### ایالات متحده آمریکا

#### جنگ خلیج فارس
اف-۱۵ئی در پاسخ به حمله ارتش عراق به کویت در اوت ۱۹۹۰ برای عملیات سپر صحرا مستقر شد. اسکادران ۳۳۶ جنگندهٔ تاکتیکی به پایگاه هوایی سیب (Seeb) در عمان منتقل شد تا تمرینات آموزشی را آغاز کند. در ماه دسامبر، اسکادران‌های ۳۳۵ و ۳۳۶ به پایگاه هوایی شاهزاده سلطان در عربستان سعودی، نزدیک به مرز عراق، نقل مکان کردند. در آغاز عملیات طوفان صحرا، ۲۴ فروند اف-۱۵ئی در ۱۷ ژانویهٔ ۱۹۹۱ به پنج مجموعه تأسیسات ثابت اسکاد در غرب عراق حمله کردند. مأموریت‌ها علیه سایت‌های اسکاد در آن شب با حملهٔ بعدی ۲۱ فروند اف-۱۵ئی ادامه یافت.
در شب آغازین جنگ، یک اف-۱۵ئی نتوانست یک میگ-۲۹ را با موشک ایم-۹ سایدوایندر هدف قرار دهد. سایر اف-۱۵های ئی نیز با این میگ-۲۹ تنها درگیر شدند که در نهایت ان میگ سرنگون شد. در ۱۸ ژانویه، در جریان حمله به یک کارخانهٔ نفت و بنزین در نزدیکی بصره، یک اف-۱۵ئی بر اثر آتش دشمن از دست رفت و هر دو خدمه جان باختند. از این کارخانه با سامانه‌های پدافندی سام-۳، سام-۶، سام-۸ و رولند و همچنین توپ‌های ضدهوایی به‌شدت دفاع می‌شد. دو شب بعد، دومین اف-۱۵ئی توسط یک سام-۲ عراقی سرنگون شد. خدمه جان سالم به در بردند و هردو اسیر شدند.
اف-۱۵های ئی در عملیاتی ۱۸ جت عراقی را با استفاده از بمب‌های جی‌بی‌یو-۱۲ و سی‌بی‌یو-۸۷ بر روی زمین در پایگاه هوایی تلیل منهدم کردند. در ۱۴ فوریه، یک اف-۱۵ئی یک بالگرد میل -۲۴ را در حال پرواز، منهدم کرد.
استرایک ایگل‌ها در این جنگ با اولویت سایت‌های موشکی اسکاد، اهداف شدیداً مورد دفاع در سراسر عراق را هدف قرار دادند. مأموریت‌هایی با هدف کشتن صدام حسین رئیس‌جمهور عراق نیز توسط آن‌ها انجام شد و چندین مکان مشکوک، بمباران شد. اف-۱۵ها همچنین حملاتی را علیه تانک‌ها و خودروهای عراقی در کویت انجام دادند. پس از ۴۲ روز نبرد، آتش‌بس در ۱ مارس ۱۹۹۱ به اجرا درآمد که منجر به ایجاد مناطق پرواز ممنوع شمالی و جنوبی بر فراز عراق شد.

#### نبرد علیه داعش (از ۲۰۱۴ تاکنون)
اف-۱۵های ئی نیروی هوایی ایالات متحده در جریان مداخله نظامی علیه داعش علیه شبه‌نظامیان دولت اسلامی (داعش) در عراق و سوریه شرکت کرده‌اند. در صبح روز ۲۳ سپتامبر ۲۰۱۴، هواپیماهای آمریکایی و عربی متعددی در سوریه حملات هوایی را علیه جنگجویان داعش، مجتمع‌های آموزشی، مقرها و مراکز فرماندهی و کنترل، انبارها، یک مرکز مالی، کامیون‌های تدارکاتی و خودروهای مسلح انجام دادند. پنتاگون ویدئوهایی از اهداف مورد اصابت اف-۱۵ها را منتشر کرد که توسط غلاف‌های هدف‌گیری اسنایپر AN/AAQ-33 آن‌ها گرفته شده‌است. بین اوت ۲۰۱۴ تا ژانویهٔ ۲۰۱۵، استرایک ایگل‌ها ۳۷ درصد از پروازهای نیروی هوایی ایالات متحده را انجام دادند.
اف-۱۵های ئی نیروی هوایی ایالات متحده مستقر در بریتانیا چندین حمله دوربرد علیه اردوگاه‌های داعش و شخصیت‌های برجستهٔ آن‌ها در لیبی انجام دادند. در ۱۳ نوامبر ۲۰۱۵، یک دستهٔ دو فروندی اف-۱۵ئی، ابونبیل الانباری، رهبر دولت اسلامی عراق و شام در لیبی را در حمله‌ای در نزدیکی درنه در شرق لیبی کشتند. در ۲۰ فوریهٔ ۲۰۱۶، اف-۱۵های ئی نیروی هوایی ایالات متحده به یک کمپ آموزشی داعش در نزدیکی صبراته که در آن جنگجویان خارجی مستقر بودند، حمله کردند و طبق گزارش‌ها، نورالدین چوچان، یک جهادگر تونسی ۳۶ ساله مرتبط با حملات سوس در سال ۲۰۱۵ کشته شد. منابع اعلام کردند که در این حمله ۴۹ نفر کشته و ۶ نفر زخمی شدند. بر پایهٔ گزارش‌ها دو صربستانی که در سال ۲۰۱۵ توسط داعش ربوده شده بودند نیز کشته شدند.
در ۸ ژوئن ۲۰۱۷، یک فروند اف-۱۵ئی یک پهپاد متعلق به متحدان رژیم بشار اسد را در نزدیکی تنف سوریه در نزدیکی محل استقرار نیروهای آمریکایی سرنگون کرد. این پهپاد احتمالاً شاهد ۱۲۹ بوده‌است. در ۲۰ ژوئن ۲۰۱۷، دومین شاهد-۱۲۹ توسط یک اف-۱۵ئی در نزدیکی منطقهٔ ممنوعه ۵۰ مایلی در اطراف تنف سرنگون شد.
در ۲۱ اوت ۲۰۲۱ یک فروند اف-۱۵ئی آمریکایی، یک پهپاد ناشناس را با موشک ایم-۹ایکس سایدوایندر در حالی‌که این پهپاد به نیروهای آمریکایی در شرق سوریه نزدیک می‌شد، سرنگون کرد.

## کاربران
اسرائیل

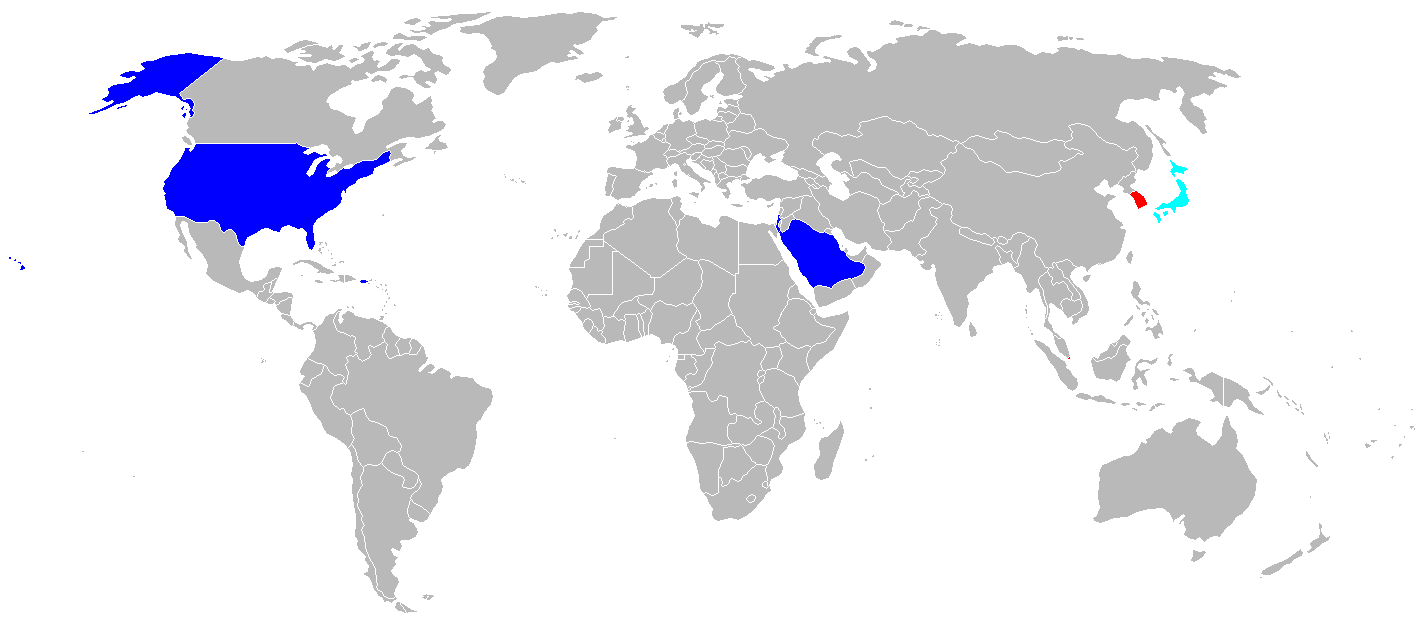
کاربران کنونی اف-۱۵ به‌رنگ آبی کم‌رنگ، کاربران کنونی اف-۱۵ئی استرایک ایگل به‌رنگ قرمز و کاربران هردو نسخه، به‌رنگ آبی پررنگ

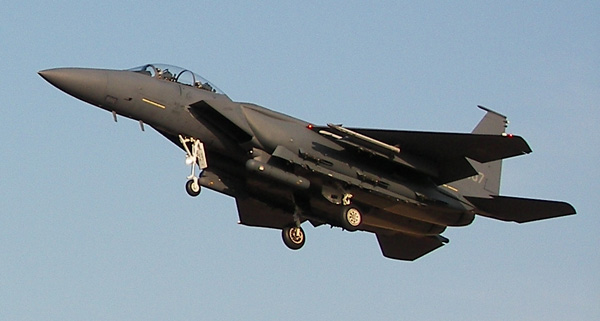
اف-۱۵کِی نیروی هوایی جمهوری کره

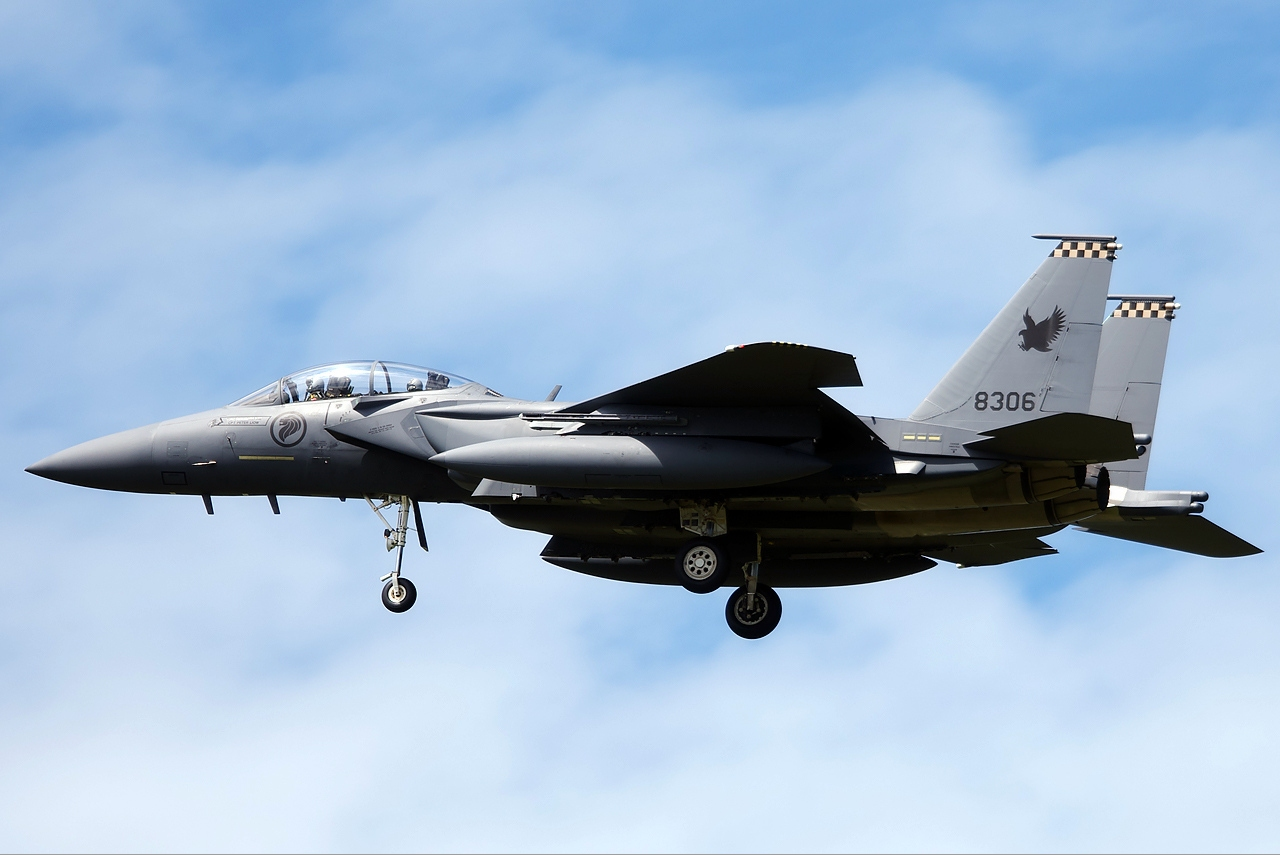
اف-۱۵اِس‌جی نیروی هوایی سنگاپور

- نیروی هوایی اسرائیل تا ژانویهٔ ۲۰۱۴ تعداد ۲۵ فروند اف-۱۵آی دارد.[۵۹]

 کره جنوبی
- نیروی هوایی جمهوری کره در سال ۲۰۱۹، تعداد ۵۹ فروند اف-۱۵کی فعال دارد.[۶۰]

 قطر
- نیروی هوایی قطر تعداد ۳۶ فروند اف-۱۵کیواِی سفارش داده‌است.[۶۱]

 عربستان سعودی
- نیروی هوایی سلطنتی سعودی تا ژانویهٔ ۲۰۱۴، تعداد ۷۰ فروند اف-۱۵اِس داشته و ۸۴ فروند اف-۱۵اِس‌اِی نیز سفارش داده‌است.[۶۲][۶۳]

 سنگاپور
- نیروی هوایی سنگاپور ۴۰ فروند اف-۱۵اس‌جی دارد.[۶۴][۶۵]

 ایالات متحده آمریکا
- نیروی هوایی ایالات متحده آمریکا تا آوریل ۲۰۱۹، تعداد ۲۱۹ فروند اف-۱۵ئی فعال دارد.[۶۶]

محمد رضا شاه نیز تعدادی اف 15 ایگل را به زور و چالش سفارش داده بود که بعد از انقلاب به دستور مهدی بازرگان سفارشات لغو شد

## نگارخانه

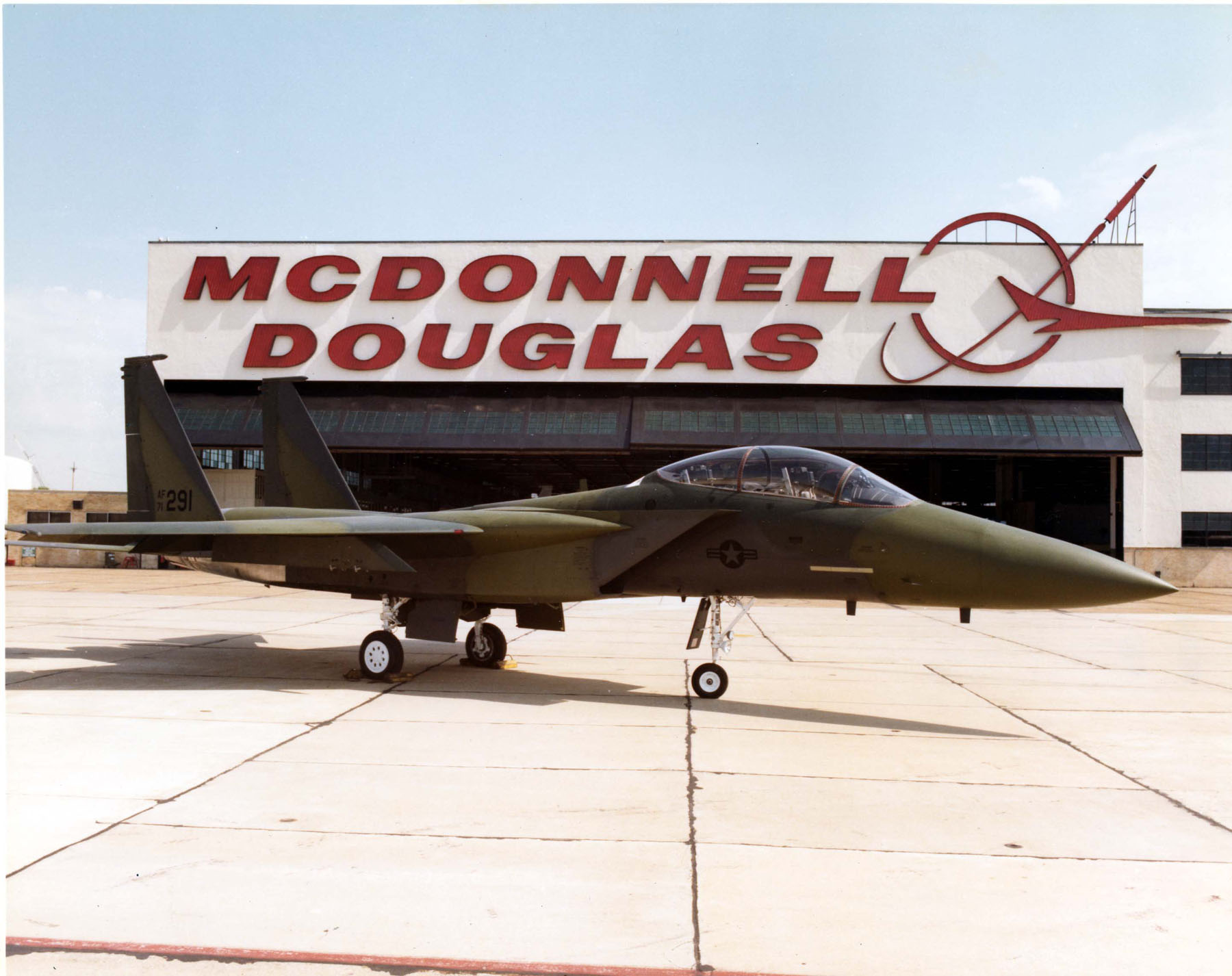
پیش نمونه اف-۱۵ئی
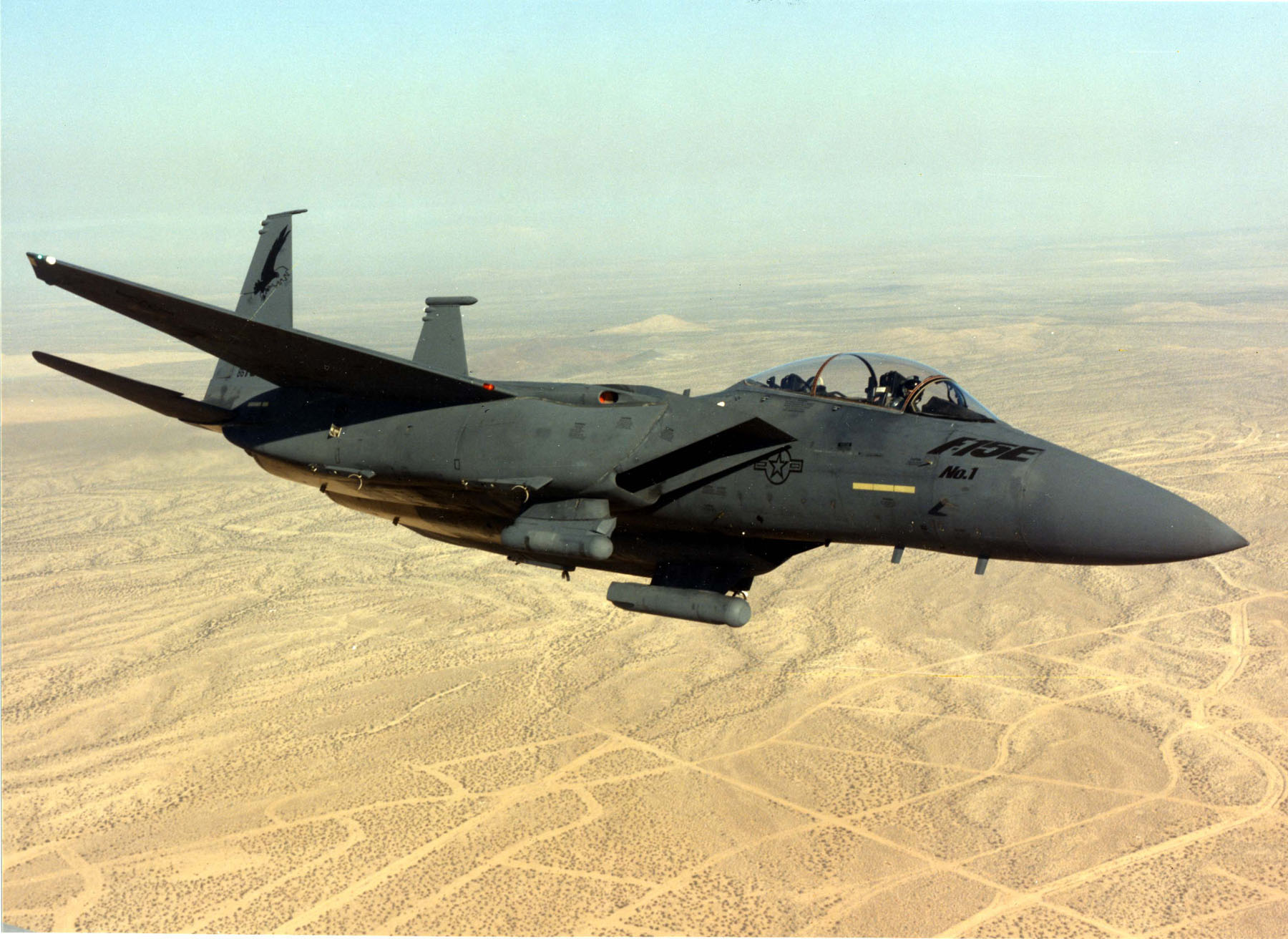
اولین نمونه تولید شده از خط تولید
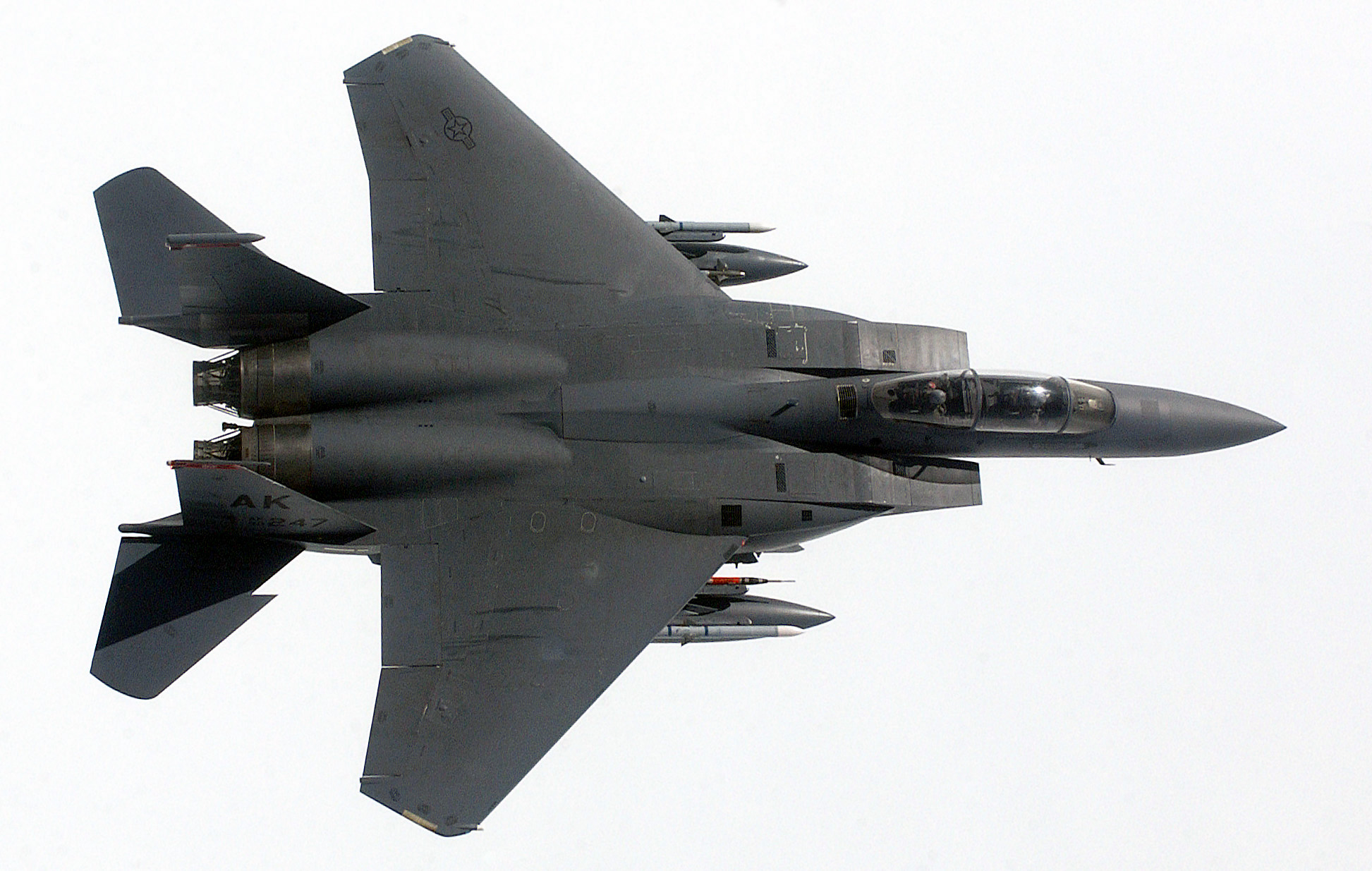
اف-۱۵ دی
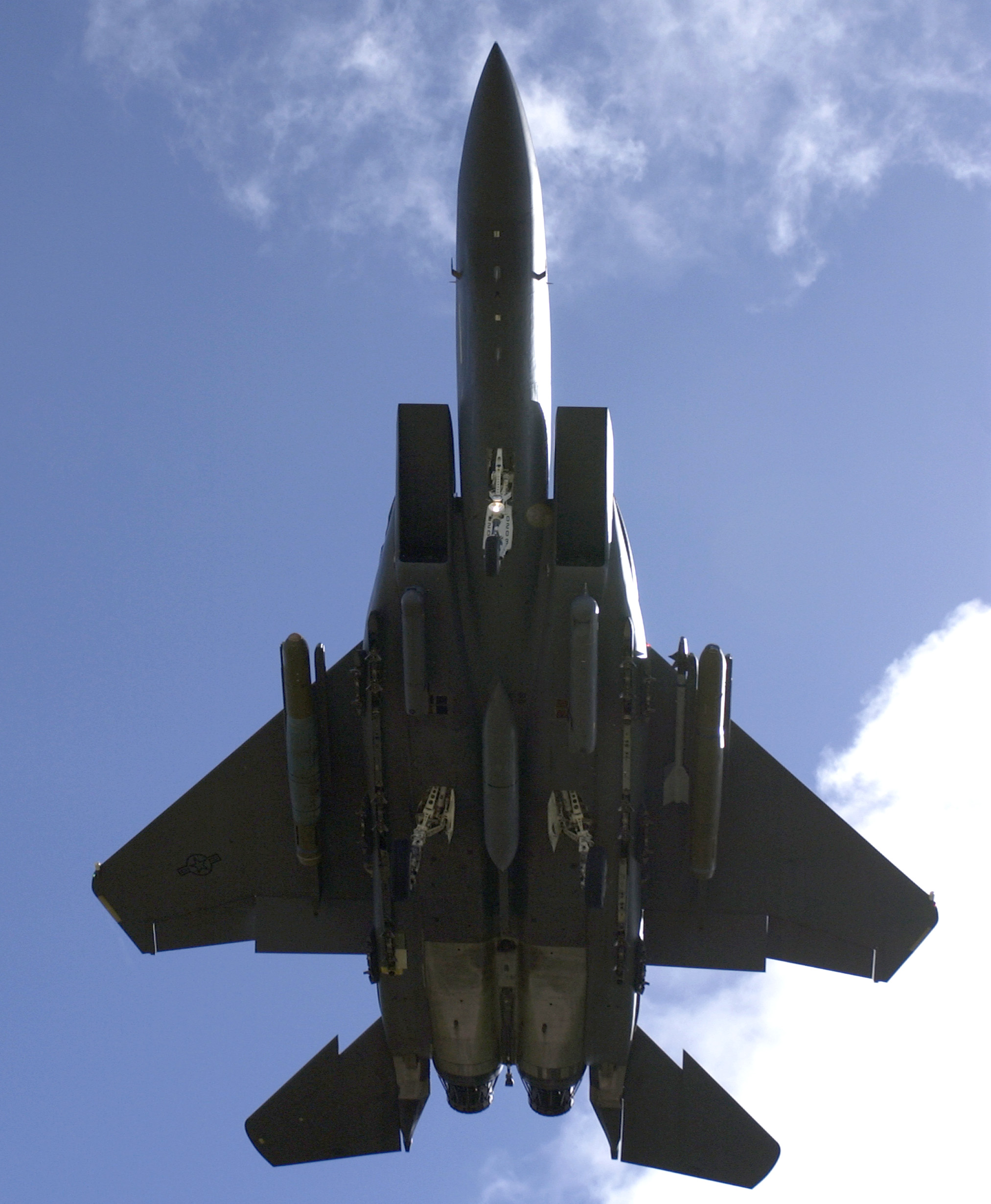
نما از پایین
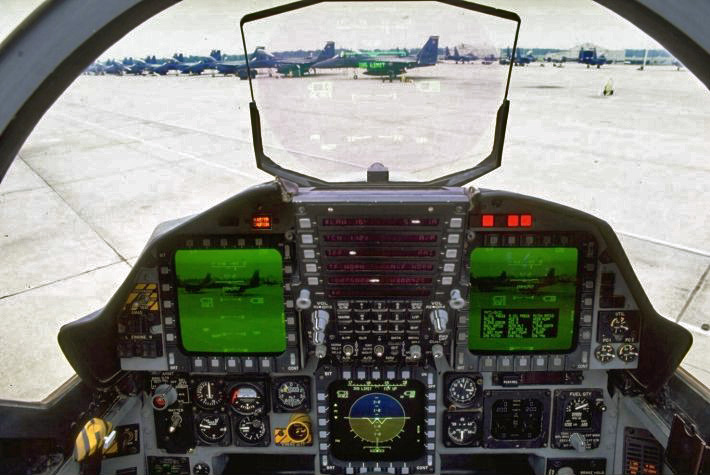
کابین
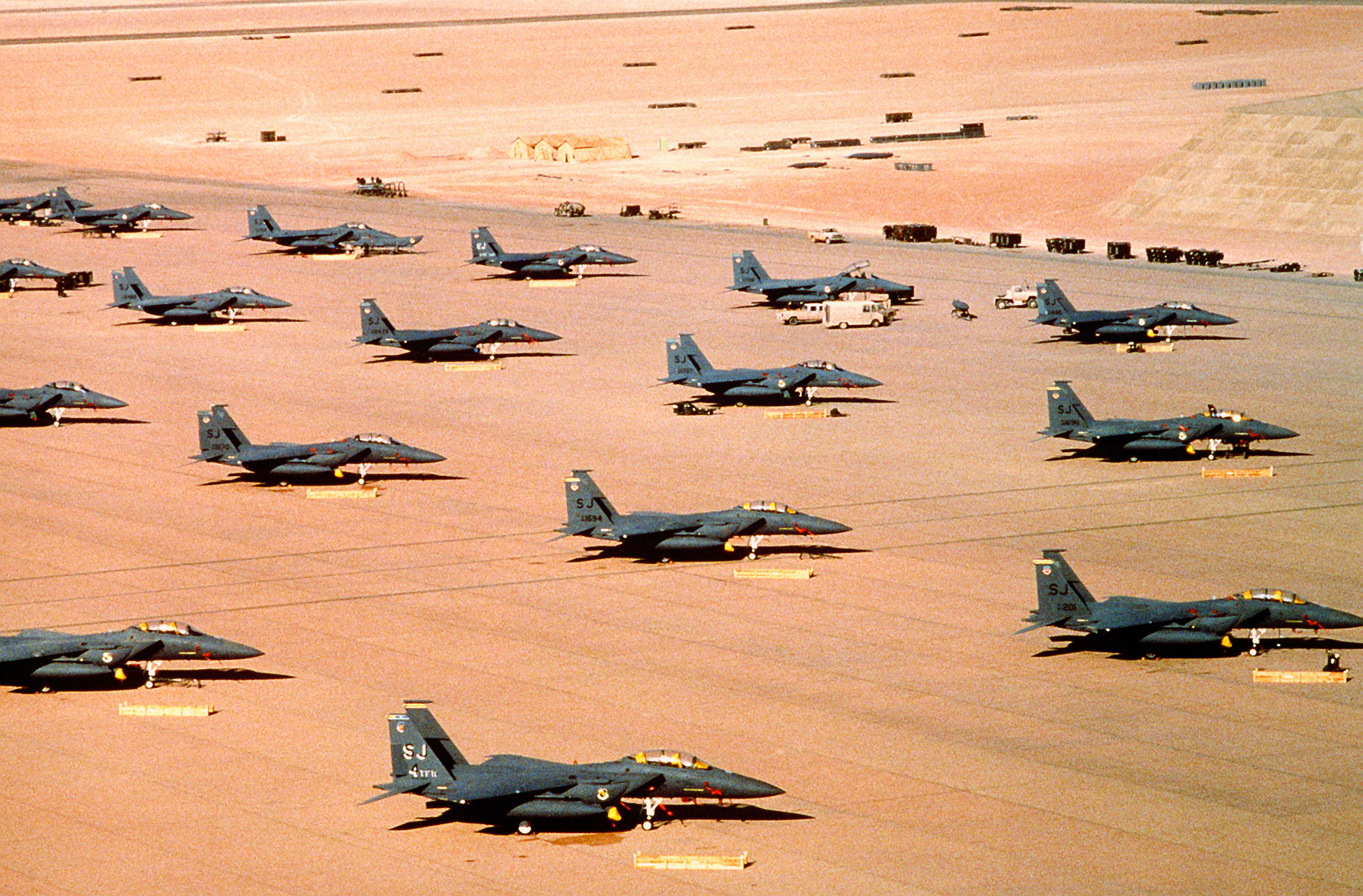
پارک چندین اف-۱۵ئی در عملیات سپر صحرا در جنگ خلیج فارس
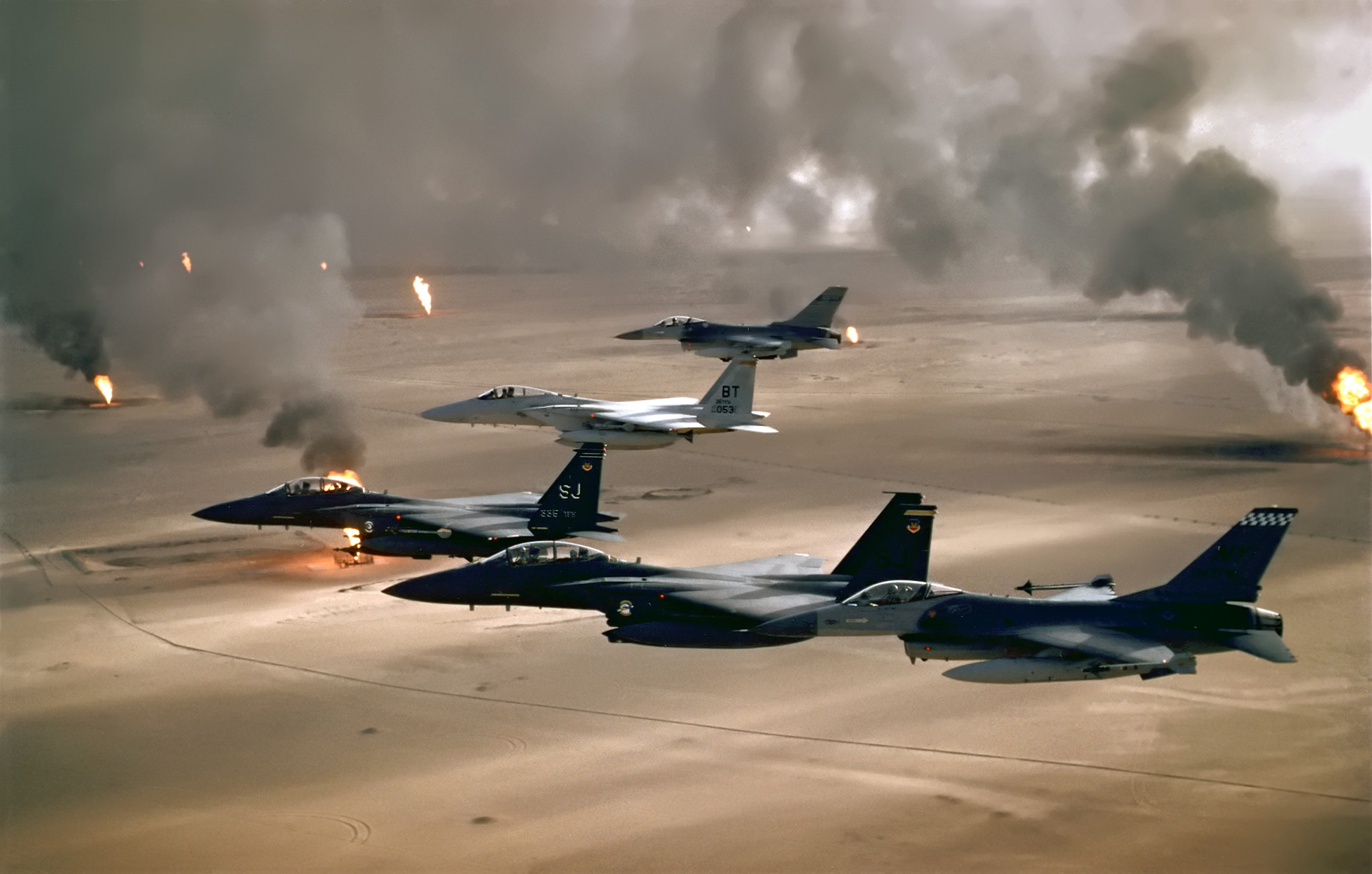
عملیات طوفان صحرا. بر فراز چاه‌های نفت کویتی که درحال سوختن در آتش هستند. دو اف-۱۵ئی (مشکی) همراه با یک اف-۱۵ ایگل (سفید) و دو اف-۱۶ (سرمه‌ای) نیروی هوایی آمریکا
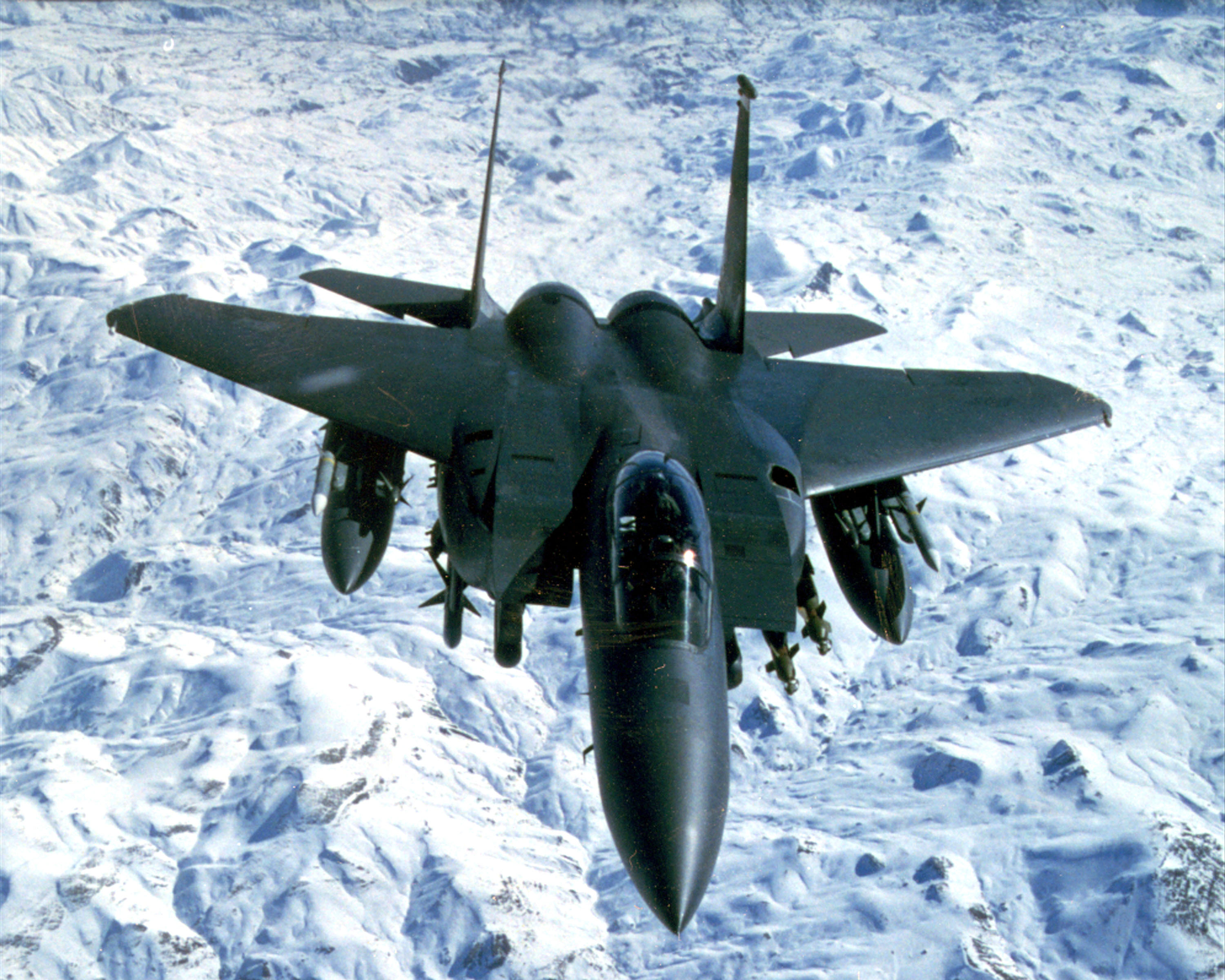
عکس در فوریه ۱۹۹۹ میلادی بر فراز آسمان عراق (بهمن ماه ۱۳۷۷ خورشیدی)
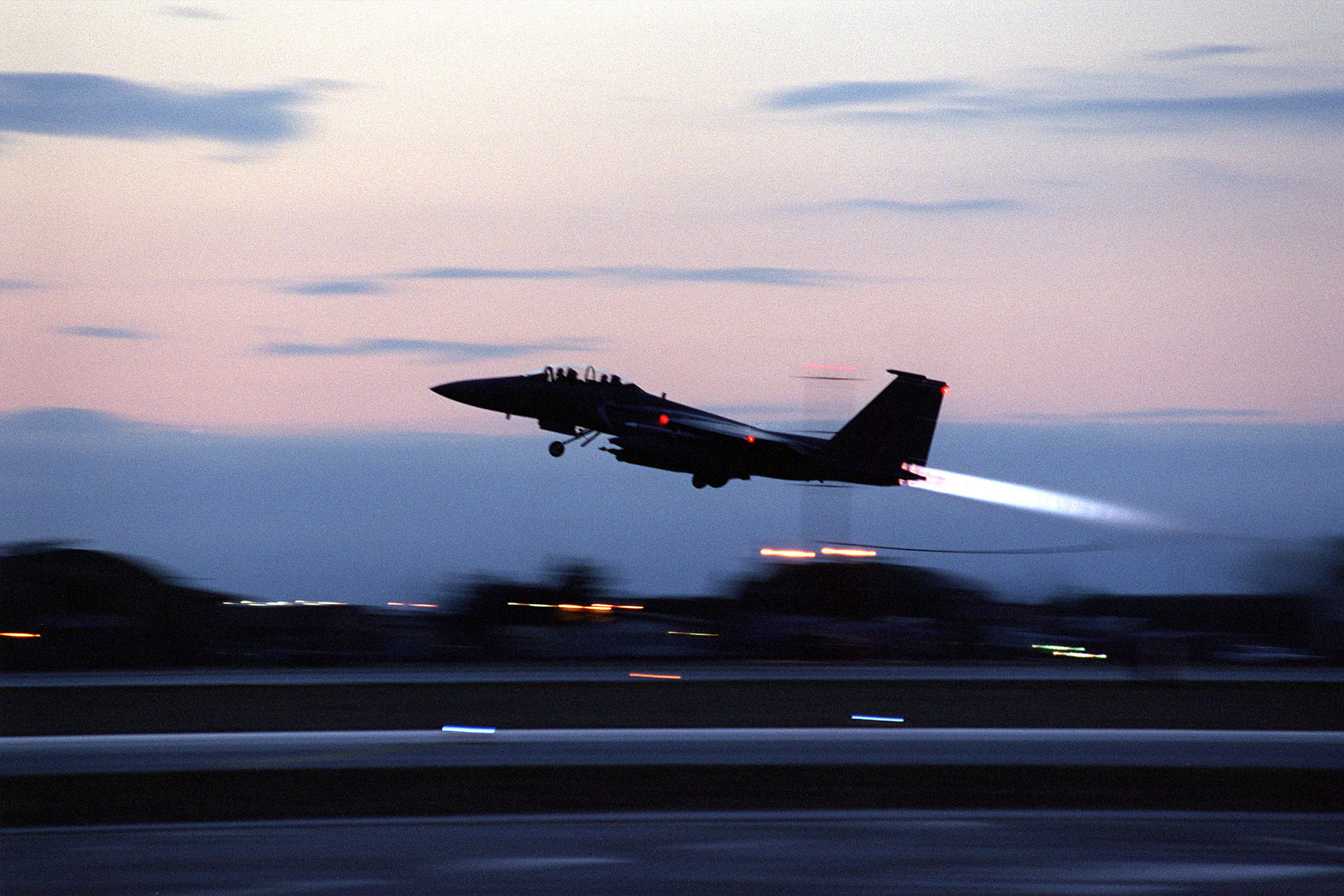
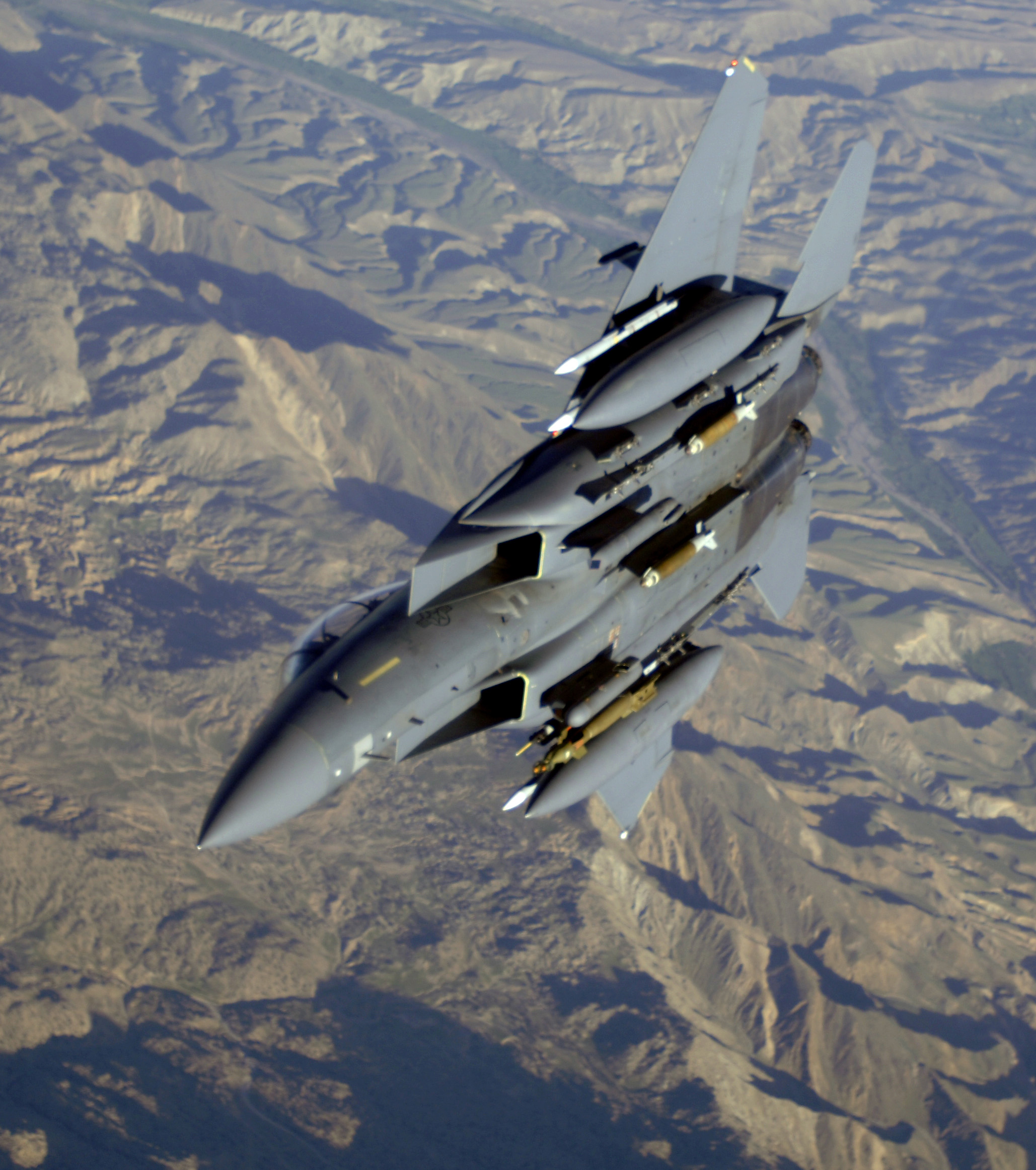
افغانستان؛ سال ۲۰۰۶ میلادی
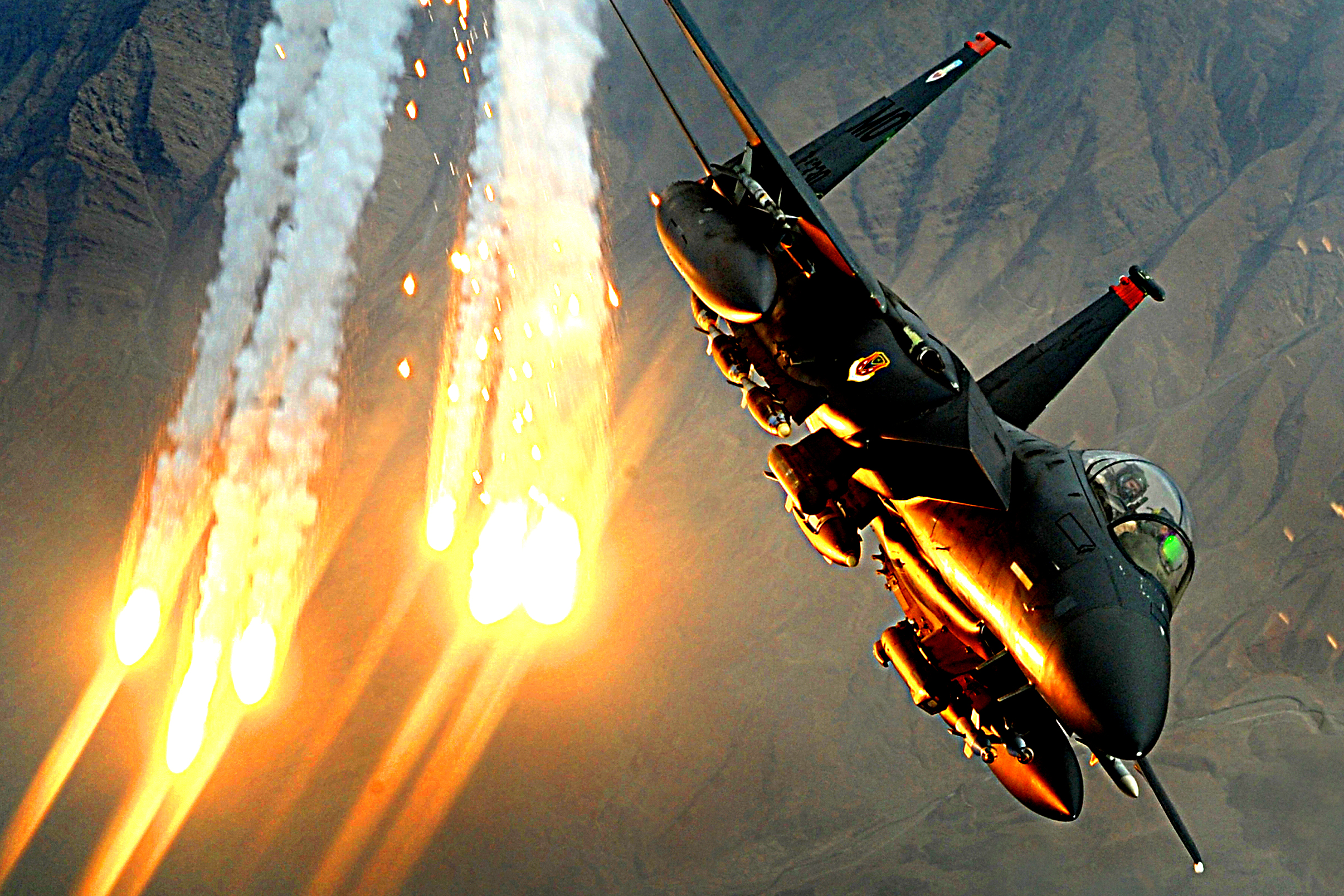
افغانستان، سال ۲۰۰۸ میلادی
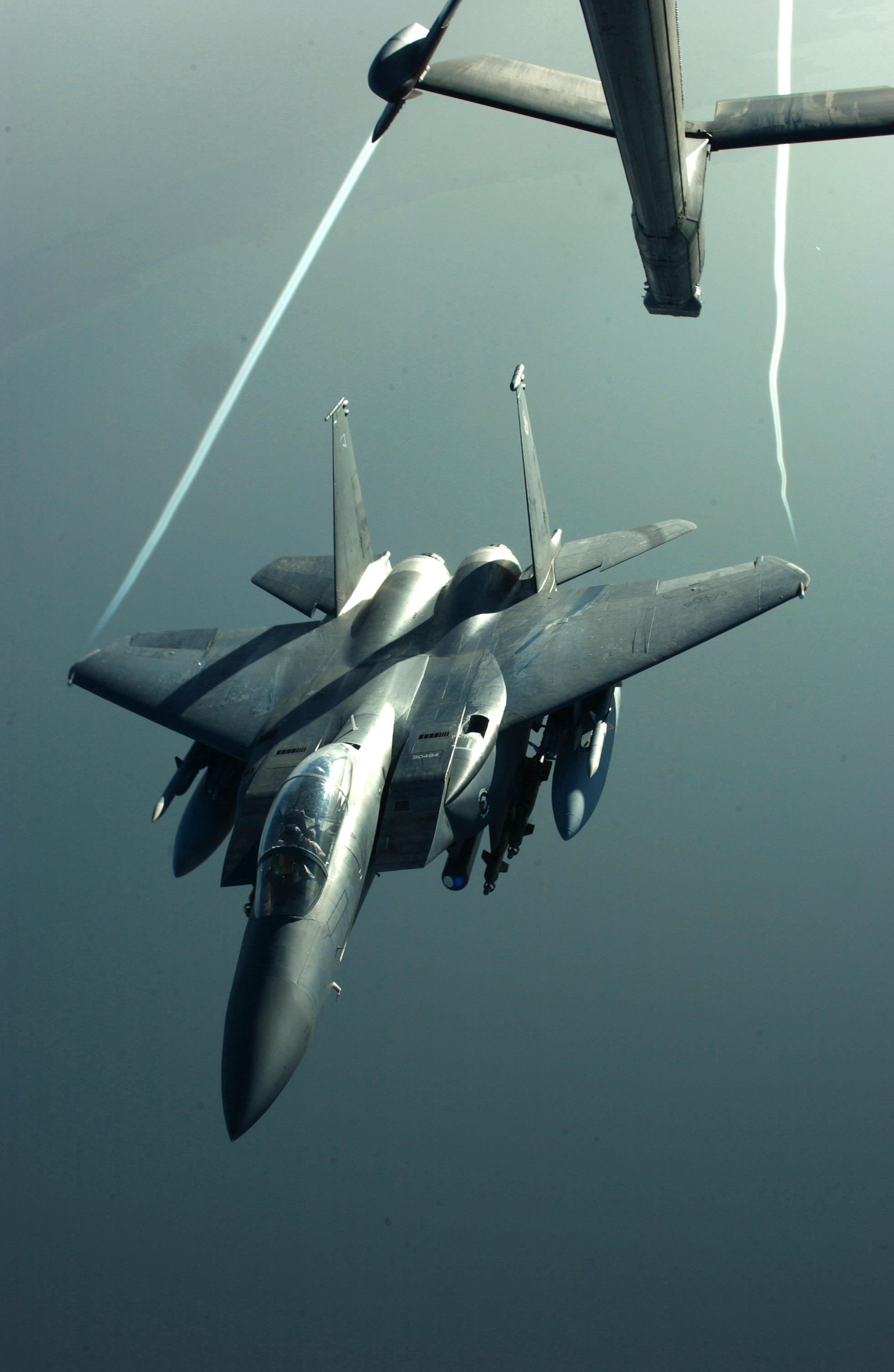
درحال سوخت‌گیری
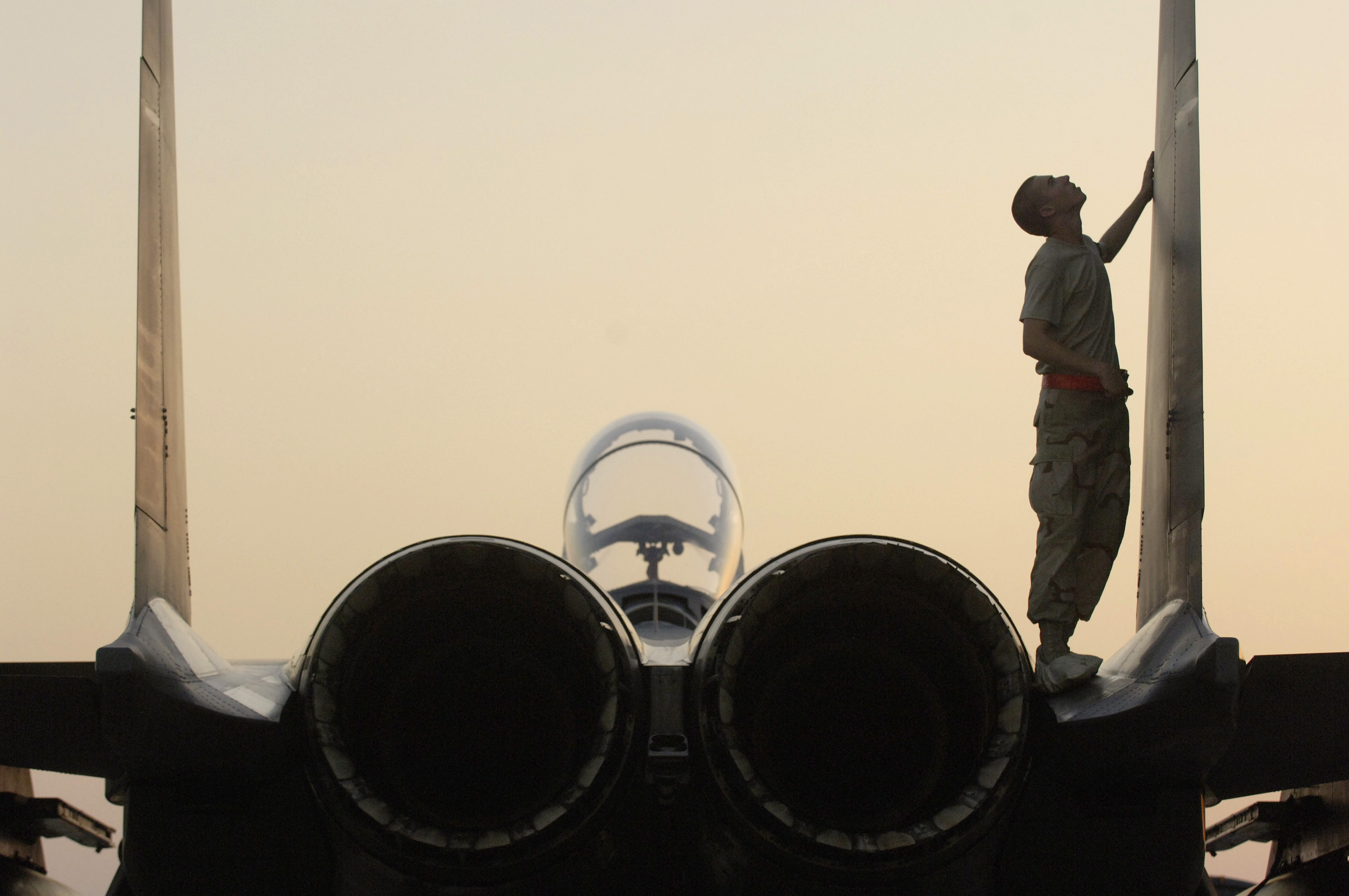